# 小野浮金中継局
小野浮金中継局（おのうきがねちゅうけいきょく）は、福島県田村郡小野町にある、テレビ中継局である。

## 概要
当中継局は、田村郡小野町大字浮金に置かれ、電波を発射している。